# Riposte graduée (internet)
Pour les articles homonymes, voir Riposte et Riposte graduée.
 (octobre 2015).
Si vous disposez d'ouvrages ou d'articles de référence ou si vous connaissez des sites web de qualité traitant du thème abordé ici, merci de compléter l'article en donnant les références utiles à sa vérifiabilité et en les liant à la section « Notes et références ».
La riposte graduée est un protocole légal et administratif, adopté dans plusieurs pays, qui vise à réduire le piratage des œuvres protégées sur internet.    

## Principe
En réponse à la contrefaçon des droits d'auteur sur internet, cette méthode consiste à donner des avertissements de plus en plus sérieux aux personnes téléchargeant des œuvres de façon illégale. Les sanctions vont du blocage d'internet jusqu'à, dans certains pays, l'interdiction d'avoir un abonnement internet.

## En France
La loi Hadopi en France parlait de réponse graduée pour désigner les nouvelles sanctions qu'elle introduit, par opposition à la précédente loi qui reposait sur des sanctions pénales très lourdes.
Le terme réponse graduée était la terminologie employée dès 2005 par le ministre de la culture de l'époque pour désigner le mécanisme finalement mis en place dans le cadre de la loi Hadopi.